# Rauvolfia paraensis
Rauvolfia paraensis là một loài thực vật có hoa trong họ La bố ma. Loài này được Ducke miêu tả khoa học đầu tiên năm 1925.